# Bonn-Matreier Hütte
Die Bonn-Matreier Hütte (Bonn-Matreier-Hütte) ist eine Schutzhütte der Sektion Bonn des Deutschen Alpenvereins und der Sektion Matrei des Österreichischen Alpenvereins in der Venedigergruppe. Sie befindet sich im Nordwesten der Gemeinde Virgen auf einer Höhe von 2745 m ü. A.
Die Hütte bietet einen Panoramablick vom slowenischen Triglav über die Schobergruppe, die Lienzer Dolomiten, die Lasörlinggruppe, die Villgratner Berge bis zu den Südtiroler Dolomiten. Mehrere Dreitausendergipfel liegen im Bereich der Hütte.

## Geschichte
Von 1884 bis 1887 wurde in Südtirol die Bonner Hütte gebaut, welche 1919 von Italien enteignet wurde. Als Ersatz für die verlorene Hütte in Südtirol errichteten die zwei Sektionen Bonn und Matrei des DuOeAV gemeinsam, die wegen der damaligen schlechten wirtschaftlichen Situation einen Partner suchte, 1931/1932 die am Venediger Höhenweg gelegene Bonn-Matreier Hütte. Sie konnte am 14. August 1932 ihrer Bestimmung übergeben werden.
Anfang der 1980er-Jahre wurde die Hütte aufwändig umgebaut und erweitert. In den 1990er-Jahren wurde eine neue Materialseilbahn mit erweitertem Werksverkehr gebaut. Zu Beginn des neuen Jahrtausends wurde die Hütte mit einer Abwasserbeseitigungsanlage (Filtersackanlage) und einer modernen Energieversorgungsanlage (Blockheizkraftwerk mit Biodiesel und Photovoltaikanlage) ausgestattet. 40 Matratzenlager und 13 Schlafplätze im Zimmer bieten dem Wanderer und Bergsteiger Unterkunft.
Dies ist die bislang einzige deutsch-österreichische Hüttengemeinschaft in den Alpen, die über alle Wirren der Zeit Bestand hatte.

## Anstieg
- Parkplatz Wallhorner Mähder (1750 m) über die Nilljochhütte (1975 m), durch das Nilltal 4 Stunden.
- Über Virgen/Marin durch das Große oder Kleine Nilltal, 4 Stunden.
- Parkplatz Obermauern Marin über Gottschaunalm und Nilltal 1350hm, 4,5 Std.
- Parkplatz Budam über die Nilljochhütte  und Große Nilltal 1250hm, 3,5 Stunden

## Übergänge
- Sajathütte 2575 m, 4 Stunden
- Eisseehütte 2521 m, 4 Stunden
- Bodenalm 1948 m
- Nilljochhütte 1975 m
- Badener Hütte 2608 m über Galtenscharte; 5½ Stunden
- Johannishütte 2121 m, 7 Stunden
- Defreggerhaus 2963 m, 6 Stunden

## Tourenziele
- Hoher Eichham, 3371 m, 3 Stunden
- Sailkopf, 3209 m, 2 Stunden
- Rauhkopf, 3070 m, 1 Stunde
- Kuhhaut, 3190 m, 2½ Stunden
- Wunspitze, 3219 m, 3–4 Stunden

## Bilder

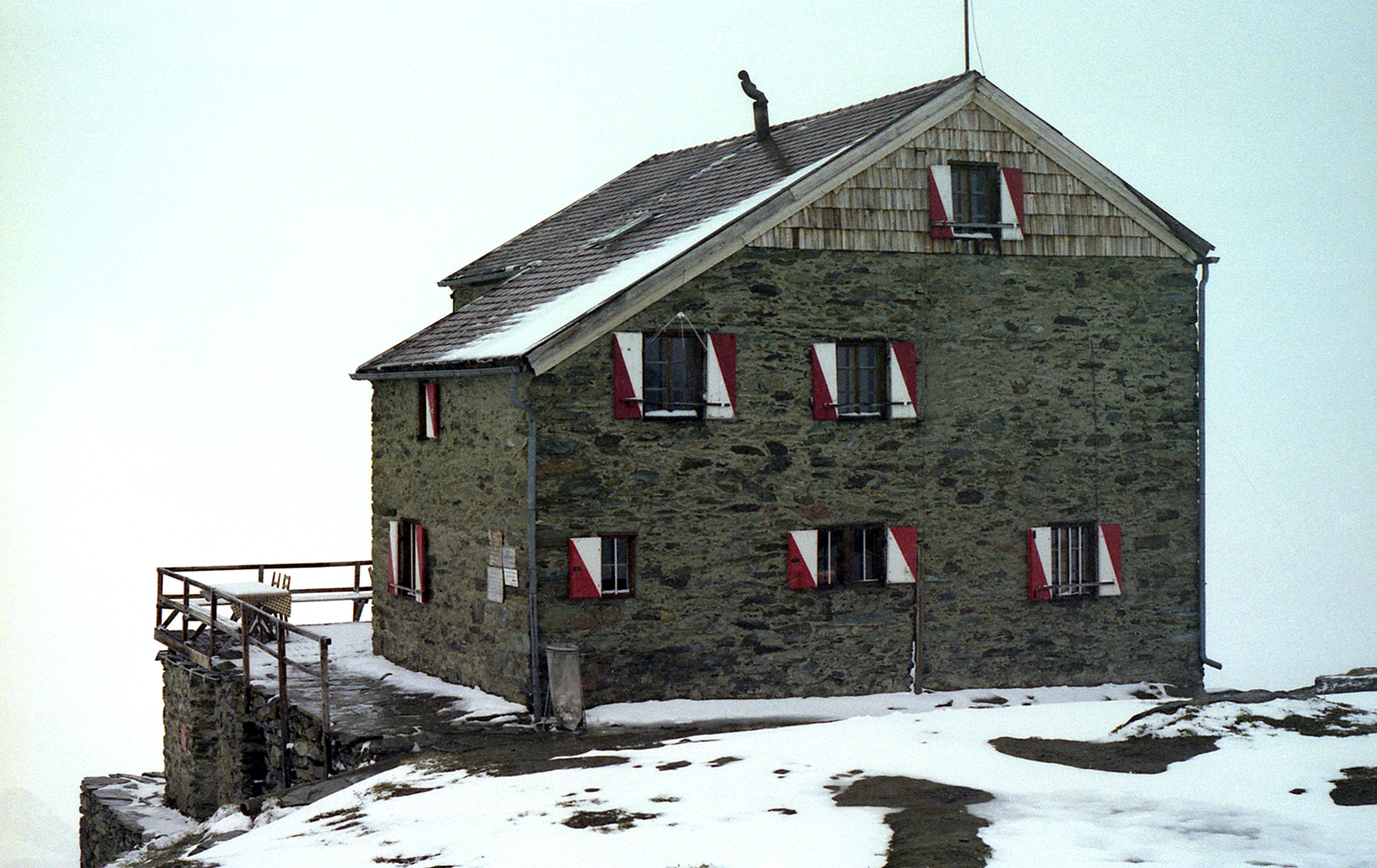
Bonn-Matreier Hütte (1980)
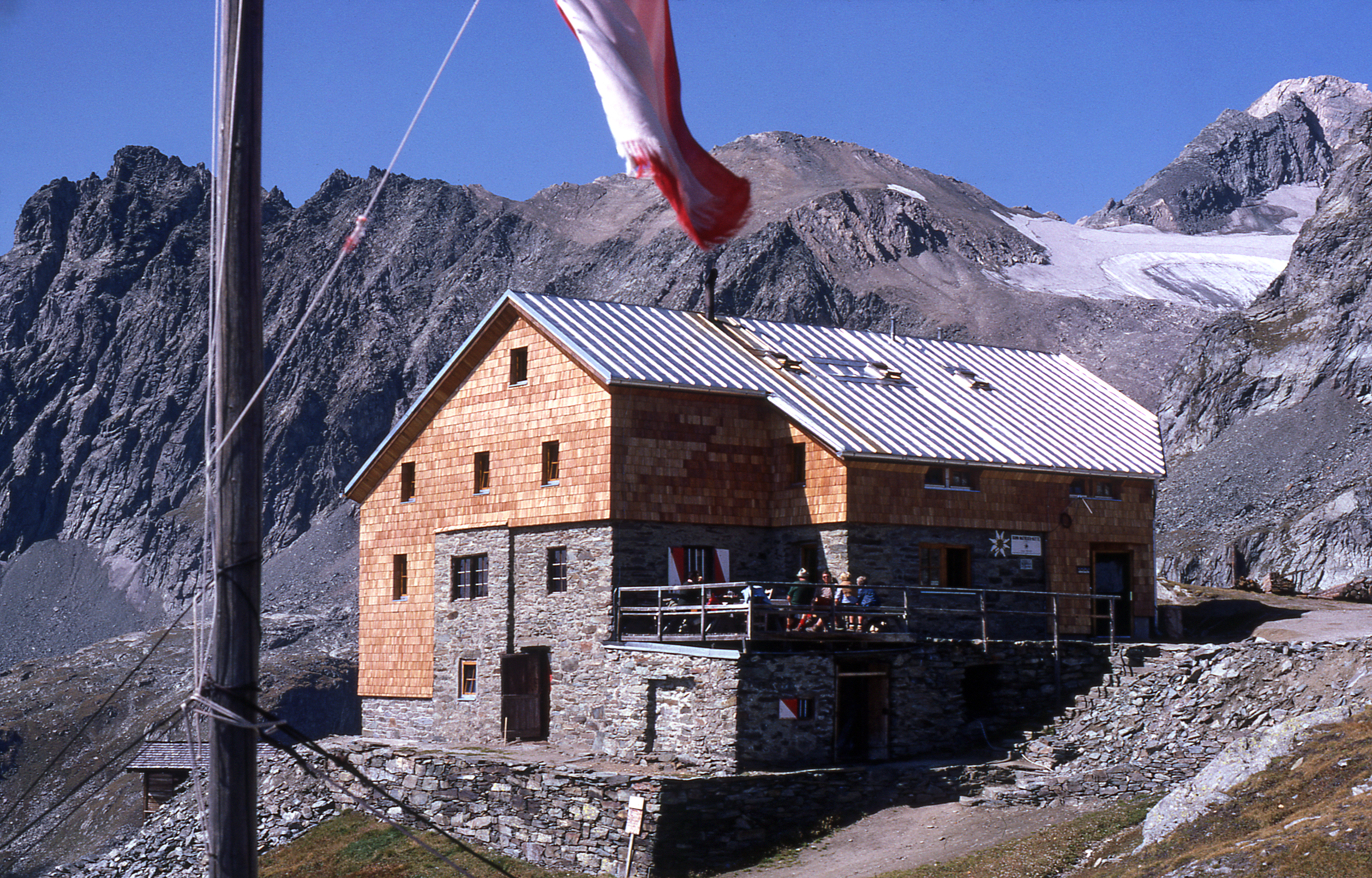
Bonn-Matreier Hütte nach Um- bzw. Ausbau 1982 (Aufnahme: 14. September 1982). Rechts oben im Bild Hoher Eichham (3371 m), darunter das Nillkees.
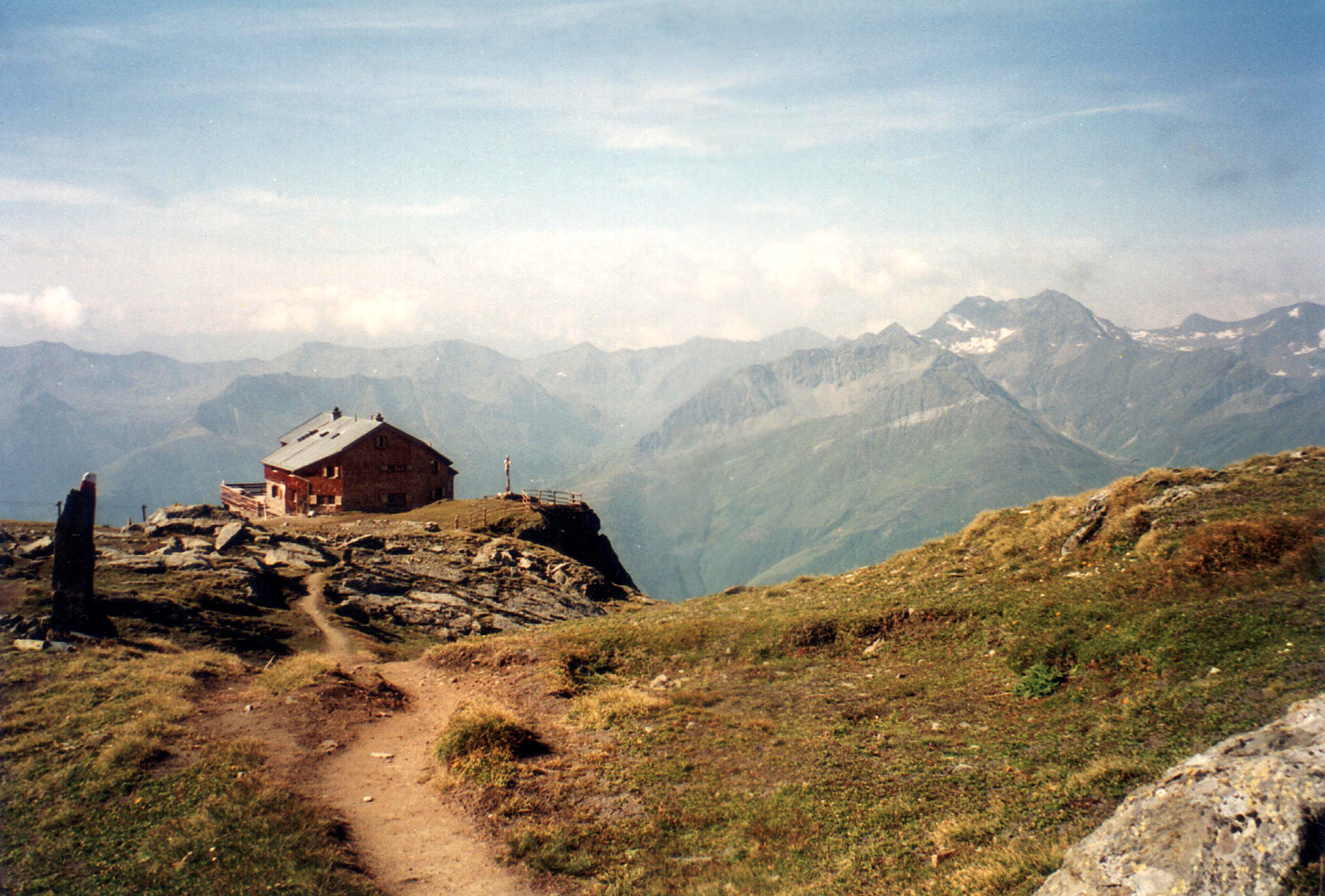
Bonn-Matreier Hütte (1996)

## Karten & Literatur
- Alpenvereinskarte Nr. 36 Venedigergruppe (1:25.000)[3]
- Deutscher Alpenverein, Österreichischer Alpenverein, Alpenverein Südtirol (Hrsg.): Hoch hinaus! Wege und Hütten in den Alpen. (Hüttenverzeichnis). Band 2. Böhlau Verlag, Wien / Köln / Weimar 2016, ISBN 978-3-412-50203-4, S. 163.